# Rampa de descida
A rampa de descida em aeronavegação é a marcação determinada por sistemas de transmissão de rádio de banda estreita cuja finalidade é informar ao piloto de uma aeronave, a posição exata do ângulo de descida. Evitando assim um choque violento entre a aeronave e o solo. As rampas de descida são marcadas por radiofaróis de aterrissagem que são distribuições de sinais de rádio emitidas por antenas direcionais de ondas nos planos vertical e horizontal de aeronaves que seguem a rota independentemente das condições de visibilidade.